# Adrian (Misuri)
Adrian es una ciudad ubicada en el condado de Bates en el estado estadounidense de Misuri. En el Censo de 2010 tenía una población de 1677 habitantes y una densidad poblacional de 297,15 personas por km².

## Geografía
Adrian se encuentra ubicada en las coordenadas 38°23′45″N 94°20′59″O / 38.39583, -94.34972. Según la Oficina del Censo de los Estados Unidos, Adrian tiene una superficie total de 5.64 km², de la cual 5.42 km² corresponden a tierra firme y (4.04%) 0.23 km² es agua.

## Demografía
Según el censo de 2010, había 1677 personas residiendo en Adrian. La densidad de población era de 297,15 hab./km². De los 1677 habitantes, Adrian estaba compuesto por el 98.15% blancos, el 0.18% eran afroamericanos, el 0.48% eran amerindios, el 0% eran asiáticos, el 0% eran isleños del Pacífico, el 0.24% eran de otras razas y el 0.95% pertenecían a dos o más razas. Del total de la población el 0.66% eran hispanos o latinos de cualquier raza.